# دولت‌آباد (سیرجان)
دولت‌آباد یک روستا در ایران است که در بخش پاریز شهرستان سیرجان واقع شده‌است. دولت‌آباد ۸۳ نفر جمعیت دارد.